# 森下まひろ
森下 まひろ（もりした まひろ、1971年8月6日 - ）は、日本の女優。大阪府出身。所属事務所はギュラマネージメント。舞台やテレビドラマで活動。

## 出演

### テレビドラマ
NHK
- スキッと一心太助 - こん 役
- 大河ドラマ「徳川慶喜」 - るい 役

テレビ朝日
- 仮面ライダーアギト - 三浦智子 役
- 救急戦隊ゴーゴーファイブ 第43話「戦慄の災魔ツリー」 - 大橋恵子 役
- 相棒 season12 第17話「ヒーロー」 - 上田房江 役
- 警視庁捜査一課9係 season10 第8話 - 木崎彩那 役

フジテレビ
- 幽かな彼女 - 野本歩美 役
- 赤と黒のゲキジョースペシャルドラマ「上流階級〜富久丸百貨店外商部〜」

テレビ東京
- 超光戦士シャンゼリオン - ユリカ 役
- 真・女神転生デビルサマナー - 樋口春菜 役

### ネット配信
- AKBホラーナイト アドレナリンの夜 第40話「人形の家」（2016年2月25日、ビデオパス・テレ朝動画）

### CM
- ヤクルト化粧品『LACTDEW』[Wのヒミツ篇]（60秒）[2]
- パナソニック『Strada』スペシャルWEBムービー「家族の夢」 - 母 役[3]